# 国際生命情報科学会
国際生命情報科学会（こくさいせいめいじょうほうかがっかい、英名 International Society of Life Information Science, イスリス　略称 ISLIS）は、生命情報に関する科学的研究の推進、国際的交流提携を目的として1995年に設立された学会。意識・精神・心が関与する分野などにおける未知な現象を科学的実証に基づき解明することを目指している。
事務局を千葉県千葉市稲毛区園生1108-2ユウキビル40A NPO法人国際総合研究機構（IRI）内に置いている。

## 歴代会長
初代会長町好雄（東京電機大学）、第2代河野貴美子（日本医科大学）※現副会長、第3代山本幹男（放射線医学総合研究所）※現理事長、第4代伊藤正敏（東北大学）※現副会長、第5代土屋喜一（早稲田大学）、第6代樋口雄三（東京工業大学）、第7代青木孝志（中部大学）※現副会長、第8代伊藤公紀（横浜国立大学）、第9代渡辺恒夫（東邦大学理学部）、第10代有田秀穂（東邦大学医学部）
　

## 事業
- 主な研究分野：生体機能、脳生理学、人体科学、気功および「気」、生体放射、健康科学（東洋医学、伝統医学、相補代替医療、統合医療、精神神経免疫学）、潜在能力、各種精神活動、意識、瞑想、超心理現象、感覚外認識、精神的物理現象、生物特異機能、その他
- 研究発表会等の開催、調査・研究、機関誌等の発行、国際交流、研究・情報の一般への普及など[1]
- 生命情報科学シンポジウム（年2回）、国際シンポジウム（数年に1回）、講演会等を開催している。

## 学会誌
- 『Journal of International Society of Life Information Science』[3]